# Александар Гротендик
Александар Гротендик (фр. Alexander Grothendieck; Берлин, 28. март 1928 — Сент Лизије, 13. новембар 2014) био је француски математичар, заснивач модерне алгебарске геометрије. Његов истраживачки интерес је био и у комутативној алгебри, хомолошкој алгебри, теорији снопова, теорији категорија и у функционалној анализи. Познат по ставу да објекте треба посматрати у релацији са другим објектима, а не појединачно (Гротендиков релативни поглед). Многи га сматрају највећим математичарем двадесетог века.
Гротендик је започео своју продуктивну и јавну каријеру као математичар 1949. Године 1958. именован је за професора истраживача на Институту за високе научне студије (IHÉS) и тамо је остао до 1970. године, када је, вођен личним и политичким уверењима, напустио након спора око војног финансирања. Добио је Филдсову медаљу 1966. за напредак у алгебарској геометрији, хомолошкој алгебри и К-теорији. Касније је постао професор на Универзитету у Монпељеу, и док је још увек радио релевантан математички рад, повукао се из математичке заједнице и посветио се политичким и религиозним активностима (прво будизму, а касније, више хришћанској визији). Године 1991. преселио се у француско село Ласер на Пиринејима, где је живео повучено, и даље неуморно радећи на математици и својим филозофским и религиозним размишљањима све до своје смрти 2014. године.

## Биографија
Рођен је у Берлину. Отац му је био украјински револуционар јеврејског поријекла Александар Саша Шапиро, док је мајка Јоана Гротендик била из протестантске њемачке породице, новинарка и такође заговорник анархистичких идеја. 1933. су отац, а ускоро и мајка напустили Њемачку из страха од нацистичког прогона и касније отишли у Шпанију у којој је у то вријеме трајао грађански рат. Александра је у Хамбургу одгајао лутерански свештеник Вилхелм Хидорн. 1939. се Александар придружио мајци у Француској гдје су у почетку живјели у избјегличким камповима. Други свјетски рат су провели у Шамбон сир Лињону гдје је Александар завршио средњу школу.

## Математичка каријера
Послије рата је студирао математику у Монпељеу. Неупознат са радом других, открио је наново Лебегову мјеру. Студије је наставио у Паризу 1948, али је на савет Картана и Вејла прешао у Нанси гдје је 1953. добио докторат на пољу функционалне анализе под менторством Лорена Шварца и Жана Дидјона. У то вријеме био је један од светски познатих стручњака за тополошке векторске просторе.
1957. је почео рад у алгебарској геометрији и хомолошкој алгебри. Од 1958. је радио на Институту напредних студија, гдје је и водио свој чувени семинар. У свом златном периоду остварио је неке од фундаменталних резултата у алгебарској геометрији, теорији бројева, топологији, теорији категорија и комплексној анализи. Својим чисто алгебарским доказом Риман-Рохове теореме поставио је темеље данас познате К-теорије. 1958. је увео појам шеме, која је постала главна тема у модерној алгебарској геометрији. Шеме су третиране у познатом дјелу Елементи алгебарске геометрије. Увео је такозвану етал кохомологију за шеме, кристалин кохомологију и алгебарску де-Рам кохомологију. Оснивач је и теорије топоса. Дао је алгебарску дефиницију фундаменталне групе за шеме, те многих других структура битних за категоријску теорију Галоа.
Имао је радикална антимилитарна схватања и 1970. напушта научну заједницу када је сазнао да маргинални дио прихода Института напредних студија долази од француске војске. Почео је да се бави писањем о спиритуализму и полако смањио истраживања у математици. Коначно се повукао 1988. и 1991. прешао на нову адресу у Пиринеје, непознату широј заједници. Умро је у Сент Лизеју 2014. године.